# 요시노강
요시노강(일본어: 吉野川 요시노가와[*])은 일본 시코쿠섬의 강이다. 총 길이는 194 km이고 유역 면적은 3,750 km2이다. 시코쿠에서 시만토강에 이어 두 번째로 긴 강이고 시코쿠의 4현에 분수계가 걸쳐있는 유일한 강이다.
도네강, 지쿠고강과 더불어 일본 3대 하천의 하나로 여겨지고 시쿠코사부로(四国三郎)라는 별칭을 가지고 있다.
요시노강은 고치현 이노정의 가메가모리(瓶ケ森)에서 발원해 동쪽으로 흐른다. 오토요정에서 방향을 북쪽으로 바꿔 시코쿠 산지를 가로지른다. 도쿠시마현 이케다정에서 동쪽으로 방향을 바꿔 도쿠시마시 북쪽에서 바다로 흘러 들어간다. 주요 지류로는 아나나이강(穴内川), 이야강(祖谷川), 도잔강(銅山川), 사다미쓰강(貞光川), 아나부키강(穴吹川)이 있다.